# Enrico Sartori
Enrico Sartori (Parma, 4 febbraio 1831 – Parma, 25 ottobre 1889) è stato un pittore italiano.

## Biografia
La città di Parma gli ha intitolato una via, trasversale di viale Piacenza, nell'Oltretorrente.